# かみや美術館
かみや美術館は、愛知県半田市にある美術館である。
この頁では、当館を運営する公益財団法人かみや美術館についても記述する。

## 概要

### 歴史
1983年（昭和58年）、弁護士の神谷幸之が長年にわたりコレクションしてきた絵画を寄付し、財団法人かみや美術館を設立した。設立の際に神谷幸之と画家の北川民次が買い取り修復した新美南吉の養家を「南吉の家」として分館とした。

### 利用案内
- 開館時間 - 10時 - 16時
- 休館日 - 火曜日・木曜日および掛け替え期間（年3回、各2週間）
- 入館料  - 大人：500円、小・中・高校生：300円

## 施設

### 本館「かみや美術館」
所在地は愛知県半田市有脇町10丁目8番9番地。
北川民次の作品を中心に、梅原龍三郎、林武など日本近代洋画家の作品が展示・収蔵されている。

### 分館「南吉の家」
所在地は愛知県半田市平和町7丁目60番地。
童話作家の新美南吉が養子として数か月間を過ごした、実母りゑの生家（新美家）が分館として使用されている。「南吉の家」の土蔵には、雑誌『赤い鳥』と美術品が収蔵されている。
なお「南吉の家」は養家であり、この分館とは別に、半田市内に新美南吉の生家が存在する。

## 交通アクセス

### 本館
- 知多半島道路阿久比ICより車で約5分。
- 名鉄河和線「知多半田駅」から知多バスに乗り換え「日本福祉大学（半田キャンパス）」停下車、徒歩約15分。
- JR武豊線「亀崎駅」から、半田市公共交通バス「ごんくる（亀崎・有脇線）」に乗り換え「緑ヶ丘9丁目」停下車、徒歩7分。または同駅から徒歩約30分。

### 分館
- 知多半島道路半田中央ICより車で約5分。
- 名鉄河和線「知多半田駅」から、半田市公共交通バス「ごんくる（半田中央線）」に乗り換え「岩滑西町」下車、徒歩約15分。
- 名鉄河和線「半田口駅」から徒歩約35分。